# Nepaug State Forest
Nepaug State Forest ist ein State Forest im US-Bundesstaat Connecticut auf dem Gebiet der Gemeinde New Hartford.

## Geographie
Der Nepaug State Forest liegt nordwestlich der Mündung der Connecticut Route 202 und Der Connecticut Route 44, die östlich des Farmington River in Canton (⊙) zusammenlaufen. Außer den beiden Straßen, die ihn im Osten und Süden begrenzen, grenzt der Forst im Osten an den Farmington River, im Süden an das Nepaug Reservoir und dessen Zufluss, den Nepaug River mit seinen eigenen Zuflüssen, sowie den Beckwith Brook. Nach Norden grenzt der Forst an das Stadtgebiet von New Hartford.
Zum Einzugsgebiet des Nepaug River gehört auch der Atwood Swamp (Marandus Brook), der im Westen des Forsts liegt. Nach Norden entwässern einige kleinere Zuflüsse des Farmington River, wie der East Mountain Brook. Im Süden liegt auch das Collinsville Reservoir, dass mit mehreren Becken direkt oberhalb des Nepaug Reservoirs liegt.
Berge im Gebiet sind Satans Kingdom (950 ft/289 m über dem Meer), und die Slashers Ledges mit East Mountain und Jones Mountain und einer maximalen Höhe von 1120 ft (341 m).

## Geschichte
Ursprünglich wurde das Gebiet erworben um die Gewässer der State Fish Hatchery in Burlington zu schützen. 1942 wurden aus dem Gebiet zwei State Forests gemacht. Der südliche Burlington Block wurde zum Nassahegon State Forest, während der Satan's Kingdom Block im Norden zum Nepaug State Forest gemacht wurde.

## Freizeitmöglichkeiten
Der Forst bietet Möglichkeiten zum Wandern, Radfahren, Skilaufen, Angeln, Campen, Letterboxing und Jagen. Einer der wichtigsten Wanderwege ist der blue-blazed Tunxis Trail.